# Chien écouteur

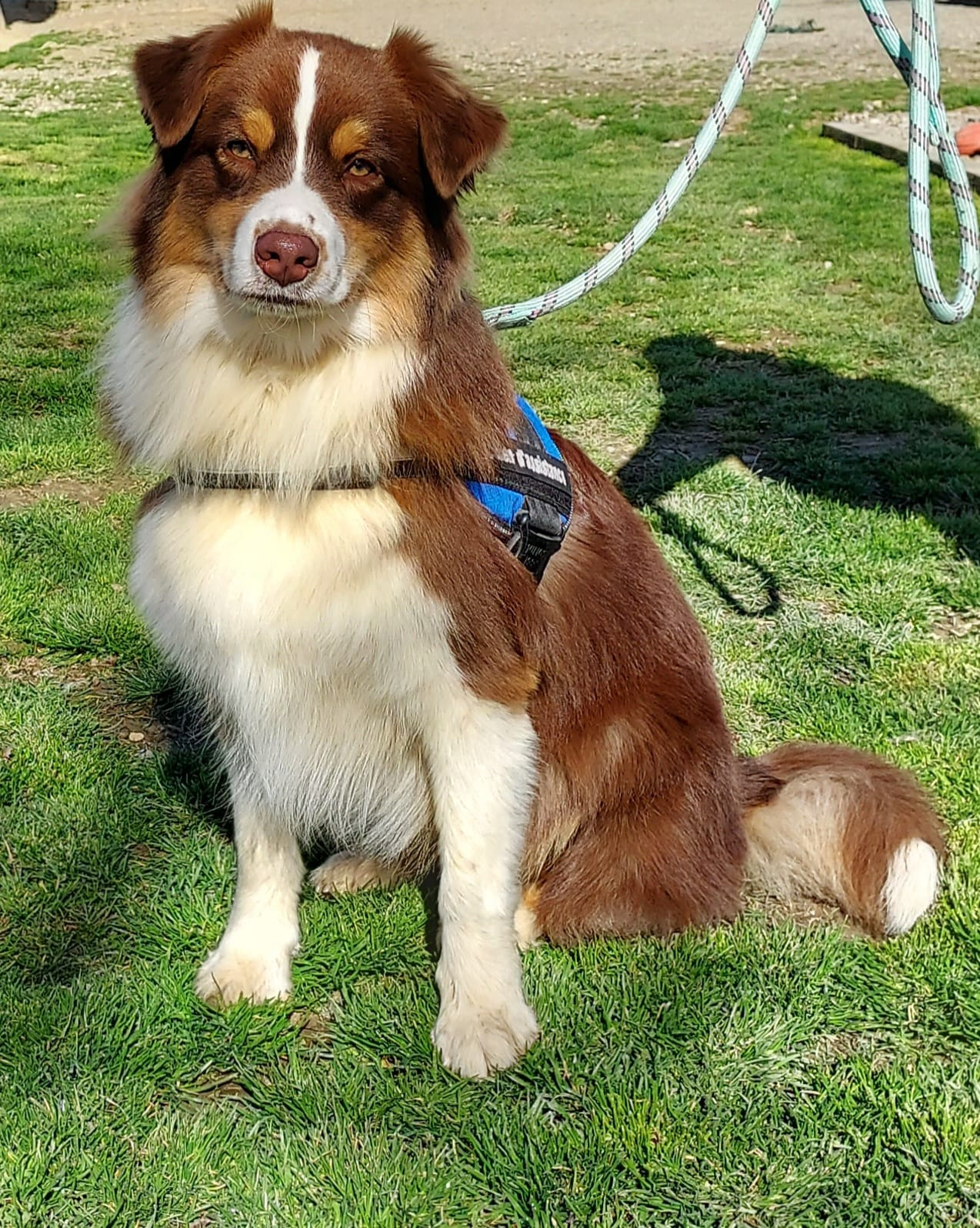
Robin, chien d'assistance écouteur

Un chien écouteur est un type de chien d'assistance spécialement sélectionné et formé pour aider les gens qui sont sourds ou malentendants en signalant à leur maître des sons importants, tels que des sonneries de sonnettes, de détecteurs de fumée, de téléphones, ou de réveils. Ils peuvent aussi travailler à l'extérieur de la maison, en signalant des sons issus des alentours, tels que les sirènes, les chariots élévateurs à fourche et une personne prononçant le nom de son maître.

## Formation
Les chiens qui peuvent devenir chiens écouteurs sont testés : bon tempérament, réactivité au son, et la volonté de travailler. Après le passage d'examens préliminaires, ils sont formés à l'obéissance de base et exposés aux choses auxquelles ils devront faire face en public, tels que les ascenseurs, les chariots, et les différents types de personnes. Seulement après la période de socialisation sont-ils formés dans les sons d'alerte.
Les chiens écouteurs sont formés sur plusieurs années. Généralement, la formation consiste à apprendre au chien à reconnaître un son particulier puis d'en alerter son maître ou le mener à la source du bruit. Ils peuvent également être éduqués à entraîner leur maître à l'écart, comme dans le cas d'une alarme incendie ou si une voiture arrive par l'arrière.
Alors que beaucoup de chiens écouteurs sont formés comme il est indiqué ci-dessus, il est important de noter que ce n'est pas obligatoire, il y a des personnes sourdes ou malentendantes (comme des porteurs d'autres handicaps) qui ont  brillamment relevé le défi de la formation de leur propre chien écouteur (ou chien d'aide de façon générale).
Dans le cas où le demandeur présenterait une surdicécité, celui-ci peut faire appel à une école de chien guide et formuler une demande spéciale afin de recevoir un chien guide formé également comme chien écouteur d'intérieur (sons de la maison uniquement : porte d'entrée, sonnerie du téléphone...) , mais un chien d'assistance écouteur peut aussi être formé pour des polyhandicaps comme la surdicécité : il est recommandé de contacter le centre d'éducation choisi pour en savoir plus.

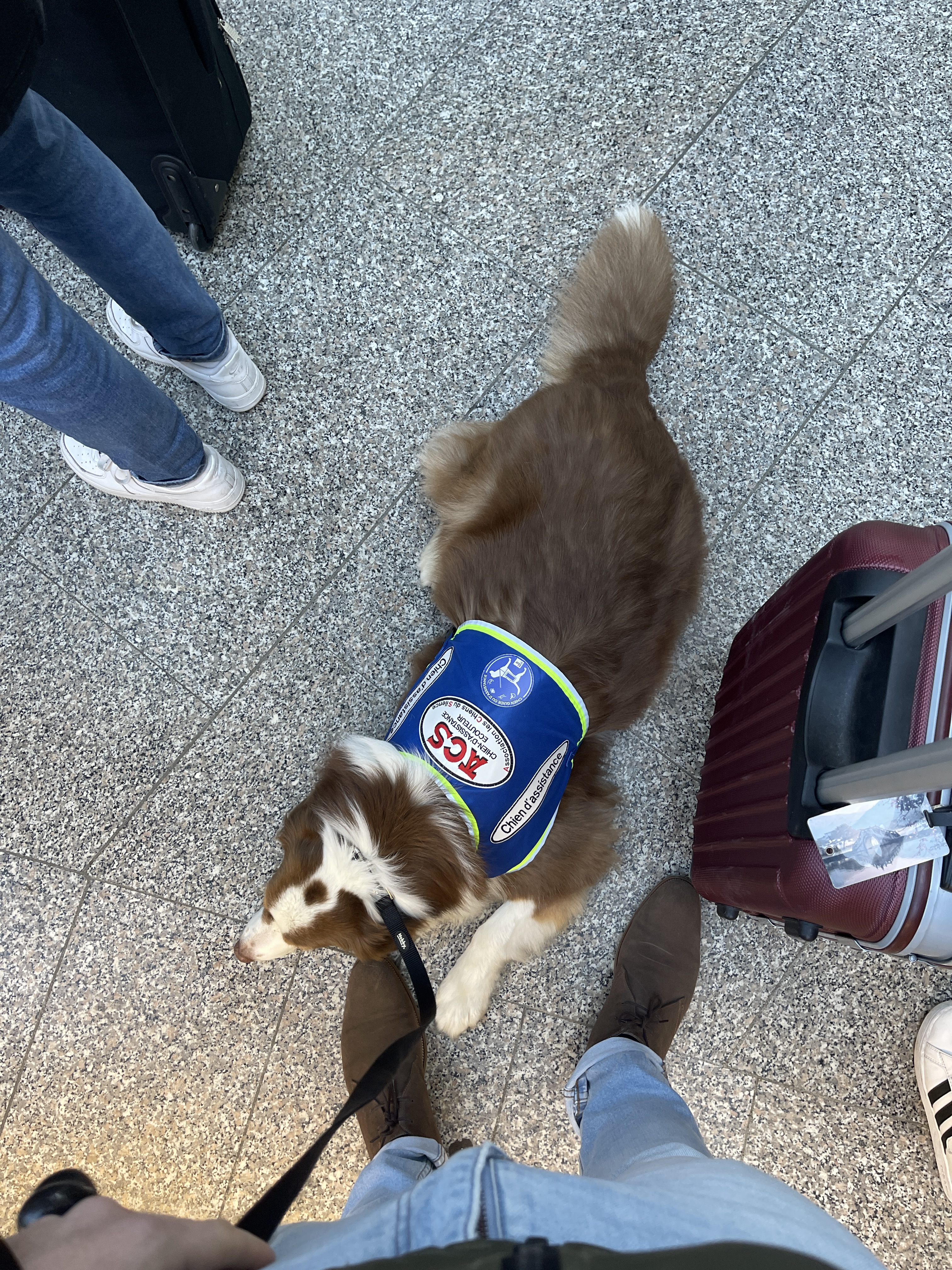
Un chien d'assistance écouteur arborant sa cape avec le logo d'accessibilité universel français, prêt à embarquer en train.

## Accessibilité
Aux États-Unis, le titre III de l’Americans with Disabilities Act de 1990 permet aux chiens écouteurs, chiens guide et chiens d'assistance, l'accès à n'importe quel lieu où le public est autorisé. Le Fair Housing Act permet aux chiens écouteurs ainsi qu'à d'autres types d'animaux d'assistance de visiter et de vivre dans des logements qui n'acceptent pas d'animaux domestiques. L’Office of Fair Housing and Equal Opportunity (en) du département du Logement et du Développement urbain des États-Unis enquête sur les plaintes concernant le refus d'accommodement raisonnable relatif à des animaux d'assistance. Les lois de certains États prévoient même des amendes ou des sanctions pénales pour interférer avec ou refuser l'accès à un chien d'écouteur.
Les chiens écouteurs portent souvent une laisse et un collier orange vif pour les identifier. Certains portent également une cape, qui peut ou non être orange. D'ailleurs, aux États-Unis, le chien d'assistance, qu'il soit guide, écouteur ou autre, n'est pas légalement tenu de posséder ou de porter un badge, laisse, collier, ou tout autre élément identitaire.
Au Royaume-Uni, les chiens écouteurs portent une veste portant le logo de l'organisme de bienfaisance (Hearing Dogs for Deaf People (en)) qui les forme et les subventionne.
En Australie, les chiens écouteurs sont formés par le biais de l'association internationale des Lions Club de l'Australie. Ils portent une laisse, un collier orange vif et un harnais pour les identifier, et possèdent une carte qui les identifie. Ils sont autorisés par la loi à accéder avec leur maître aux endroits qui sont ouverts au public.
Les labradors, les golden retriever, les bergers allemands, les dobermanns pinscher, les rottweilers et les colleys peuvent être sélectionnés pour devenir chiens écouteurs.
En France,  plusieurs associations proposent la formation d'un chien à devenir chien écouteur, notamment l'Association Les Chiens du Silence dans les Hautes-Pyrénées, seul centre labellisé à remettre exclusivement des chiens écouteurs. Les chiens vont être formés durant 22 mois au minimum avant d'être remis gratuitement à des personnes sourdes ou malentendantes sélectionnées par une commission selon des critères précis propres à l'association.
Les critères d'éligibilités sont les mêmes partout en France et pour toute demande, la personne bénéficiaire doit posséder une reconnaissance de handicap par la MDPH ainsi qu'une CMI, présenter une surdité et avoir un besoin avéré d'une aide animale, mais également être en capacités de combler les besoins du chien. Plusieurs centres et associations offrent la possibilité aux personnes demandeuses d'acquérir gratuitement un chien écouteur. Certains bénéficient de la labellisation octroyée par le préfet, tandis que d'autres non. Cette dernière n'étant pas obligatoire conformément à l'articles D. 245-24-1 du code rural de la santé publique , mais les chiens remis par des structures qui ne sont pas labellisée ne peuvent bénéficier de la PCH aide animalière versée par la MDPH.
Les chiens écouteurs sont reconnus comme chien d'assistance au même titre que n'importe quelle autre catégorie de chien d'assistance pour d'autres handicaps, et jouissent donc des mêmes droits grâce aux  lois et réglementations en vigueur leur permettant; d'accéder à tous les ERP, de bénéficier de la gratuité des transports, ainsi que d'une dispense du port de la muselière . L'interdiction de ces chiens dans les lieux recevant du public est punie de l'amende prévue pour les contraventions de la 3e classe .